# Geoffroi de Villehardouin
Geoffroi de Villehardouin (né vers 1150, mort entre décembre 1212 et juillet 1218) est un chroniqueur et chevalier français croisé. Il participe à la prise de Constantinople (1204) pendant la quatrième croisade et à la formation de l’Empire latin d’Orient avec Baudouin VI de Hainaut. Maréchal de Champagne puis de Romanie (c'est-à-dire de l'Empire latin), il rédige après les événements une des premières chroniques en ancien français, La Conquête de Constantinople.

## Biographie
Il est un fils cadet de Vilain, seigneur de Villehardouin, dans le comté de Champagne et dans l'actuel département de l'Aube. Il naît à une date inconnue, vers 1150.
Il s'élève au poste de maréchal de Champagne, à partir de 1185, et entre au conseil de la régente Marie de France. Il accompagne son suzerain Henri II de Champagne à la troisième croisade au cours de laquelle il est capturé en novembre 1190 pendant le siège de Saint-Jean-d'Acre, mais il réapparaît en Champagne à partir de 1194. Ses qualités personnelles ainsi que ses fonctions de maréchal l'amènent à participer à beaucoup d'affaires administratives et politiques : il remplit à plusieurs reprises l'office de médiateur et d'arbitre, réglant entre autres, de compagnie avec l'archevêque de Sens, le différend qui oppose en 1198 le comte Thibaud, son seigneur, et le chapitre de la cathédrale de Troyes. En avril 1198, lorsque le comte de Champagne rend hommage au roi de France, Geoffroi figure parmi les garants.
En novembre 1199, il se croise à l'appel de Foulques de Neuilly lors du tournoi d'Écry. En février 1201, quelques mois avant la mort de son suzerain, il est chargé par Thibaut III de Champagne de préparer et négocier le transport des croisés vers l'Égypte auprès de la république de Venise. Dans la séance solennelle de l'assemblée du peuple vénitien, c'est lui qui prend la parole pour exposer les intentions des croisés, ainsi qu'il le raconte dans sa chronique. Après avoir proposé le nom de Boniface de Montferrat pour commander l'expédition, il quitte Venise le 8 octobre 1202. 
Cette croisade, dont l'objectif initial est de délivrer Jérusalem, aboutit à la prise de Constantinople et à la fondation de l'Empire latin d'Orient. Tout au long de la croisade, Villehardouin joue un rôle de premier plan. Il participe à la prise de la ville le 17 juillet 1204 et reçoit du nouvel empereur Baudouin Ier de Constantinople le titre de maréchal de Romanie (c'est-à-dire de l'Empire latin d'Orient). Après la défaite d'Andrinople en 1205, au cours de laquelle Baudouin est fait prisonnier, il montre ses talents de stratège en sauvant l'armée croisée. En 1207, Boniface de Montferrat, roi de Thessalonique, lui donne le fief de Messinople. Il se distingue encore par son courage et sa sagesse lors de l'expédition de l'empereur Henri contre les Bulgares, de mai à août 1208, et s'illustre à la bataille de Philippopoli. 
Son fils Érard ayant pris, en 1213, le titre de seigneur de Villehardouin, certains ont pensé que Geoffroi serait mort cette année-là dans son fief de Messinople, en Thrace ; cependant le délai très court entre la dernière attestation de Geoffroi vivant (il est témoin d'un acte daté du 11 décembre 1212, à Halmyros en Thessalie), et le premier acte connu dans lequel Érard prend le titre de seigneur de Villehardouin (janvier 1213), moins de deux mois au maximum, écarte cette hypothèse pour Jean Longnon, compte tenu du temps nécessaire à la transmission de cette nouvelle entre la Grèce et la Champagne. L'existence de cinq fondations d'anniversaire groupées au cours de l'année 1218 pourrait quant à elle indiquer que sa mort était alors récente, mais sans certitude, et il ne semble donc pas possible de préciser davantage.
Geoffroi de Villehardouin eut un neveu et un petit-neveu portant son prénom, soit respectivement Geoffroi Ier de Villehardouin et Geoffroi II de Villehardouin, princes d'Achaïe.

## Œuvre

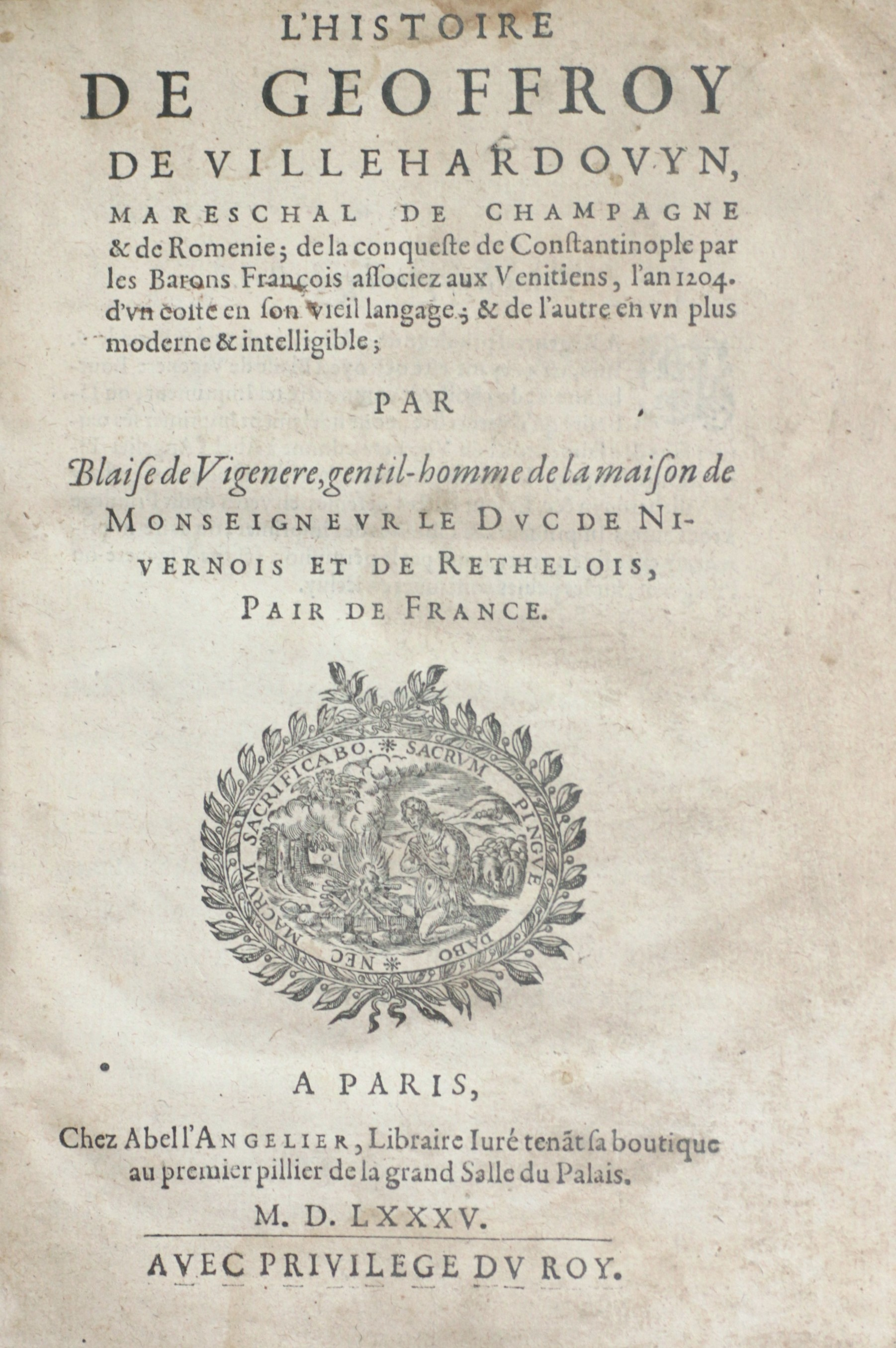
Chronique de la quatrième croisade, édition de 1585 avec le texte original et traduction en français du XVIe siècle.

De 1207 à 1213 il rédige en ancien français une histoire de la quatrième croisade, intitulée De la Conquête de Constantinople, décrivant les événements survenus entre 1198 et 1207, dans un style remarquable. Néanmoins, sa bonne foi ou sa perspicacité ont été mises en doute à partir du XIXe siècle par certains historiens modernes qui expliquent le détournement de la croisade de son but initial par l'existence d'un complot prémédité (généralement vénitien ou germanique) que Villehardouin n'aurait pas souhaité révéler ou qu'il n'aurait pas décelé. D'autres auteurs, rejetant la théorie d'un complot, ne remettent pas en doute sa sincérité.
La chronique de Villehardouin est considérée comme la meilleure illustration de l'esprit de la chevalerie de l'époque, dans sa dimension virile et pragmatique, qui donnera l'impulsion des croisades et conduira des chevaliers errants à établir des principautés et des royaumes dans l'ensemble de l'Europe et du Proche-Orient. Son œuvre forme un contraste intéressant avec la chronique de l'historien byzantin Nicétas Choniatès, qui relate la prise de Constantinople du point de vue des vaincus.

## Éditions
- Histoire de Geoffroy de Villehardouyn, Mareschal de Champagne & de Romenie; de la conqueste de Constantinople par les Barons François associez aux Venitiens, l'an 1204, Abel L'Angelier, 1585. Lire en ligne sur Overnia.
- La Conquête de Constantinople, édition de Paulin Paris, Paris, Renouard, 1838. [lire en ligne]
- La Conquête de Constantinople, édition bilingue de Natalis de Wailly, Paris, Firmin Didot, 1872. [lire en ligne]
- La Conquête de Constantinople  (trad. Edmond Faral), Paris, Les Belles Lettres, 1961 (1re éd. 1938), 2 vol. (ISBN 9782251340241).
- La Conquête de Constantinople  (trad. Jean Longnon), Tallandier, 2000 (1re éd. 1981) (ISBN 9782235022514).
- La Conquête de Constantinople  (trad. Jean Dufournet), Flammarion, coll. « GF », 2004 (ISBN 9782080711977).